# Accordo di Pace di Lomé
L'accordo di pace di Lomé viene firmato il 7 luglio 1999 a Lomé, capitale del Togo, per mettere fine alla guerra civile in Sierra Leone, uno dei conflitti più brutali dell'Africa occidentale.
L'accordo prevedeva:
1. Cessate il fuoco immediato e permanente tra le parti.
2. Amnistia generale per tutti i crimini commessi durante il conflitto, inclusi crimini di guerra (questo punto sarà duramente criticato dalla comunità internazionale).
3. Inclusione politica del Fronte Unito Rivoluzionario (RUF): il leader Foday Sankoh riceve un incarico governativo come capo della commissione per le risorse minerarie (di fatto, un accesso legale ai diamanti).
4. Disarmo e reintegrazione dei combattenti, con assistenza dell'ONU e della Comunità economica degli Stati dell'Africa occidentale (ECOWAS).
5. Coinvolgimento dell'ONU tramite una missione di peacekeeping (UNAMSIL)